# Voor-Rijn

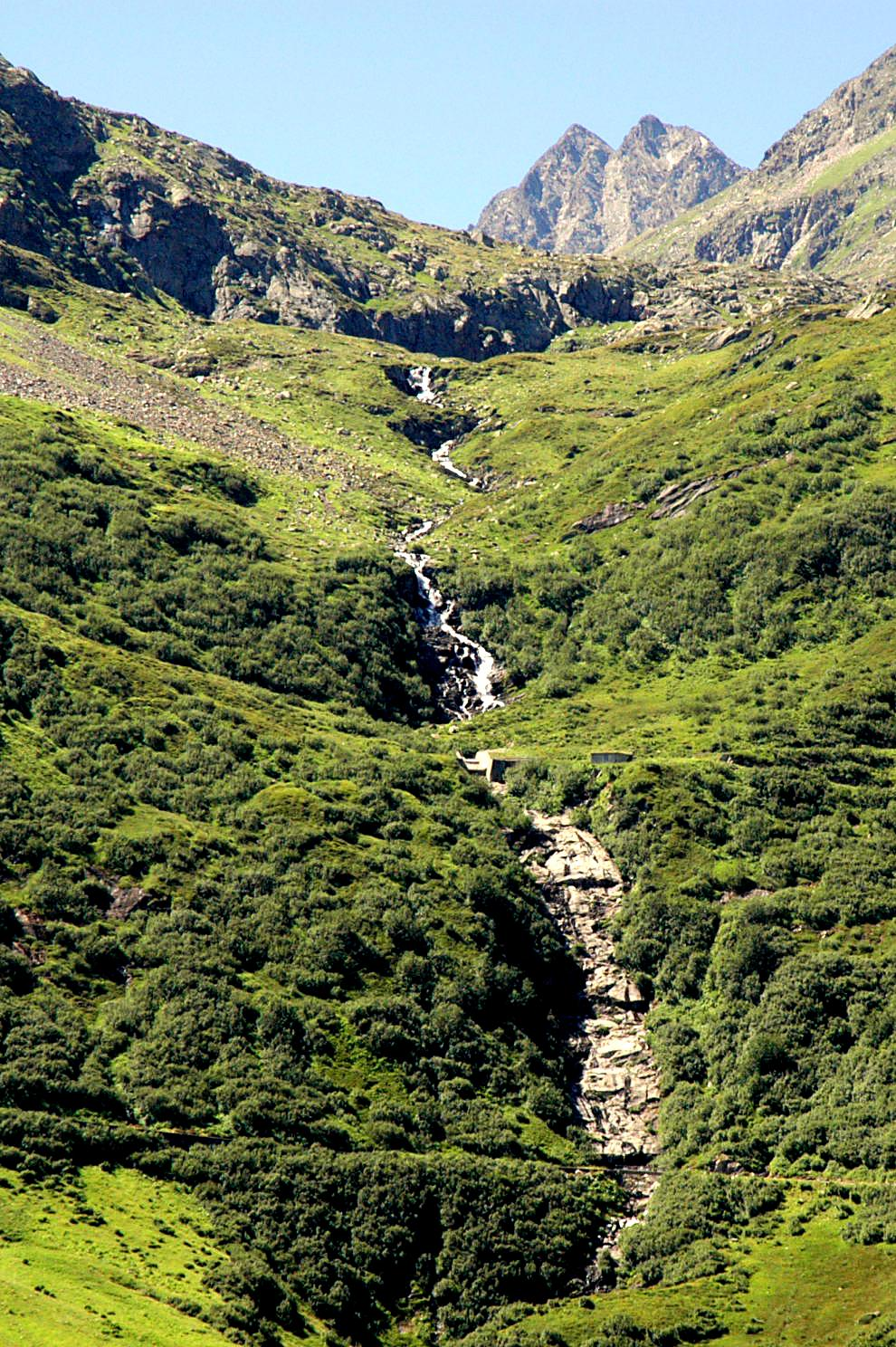
Voor-Rijn, Oberalpgebergte

De Voor-Rijn (Duits: Vorderrhein, Reto-Romaans: Rain anteriur) is de langste van de beide bronrivieren van de Rijn. Ze ontstaat uit een aantal beken in het Oberalpgebergte in het Zwitserse kanton Graubünden en komt bij Reichenau, circa 10 km ten westen van Chur, samen met de Achter-Rijn.
De rivier stroomt vanaf de bronnen bij de Oberalppas steeds in oostelijke richting, passeert Disentis en doorloopt het dal Surselva tot Ilanz, waarna de rivier door de dertien kilometer lange Rijnkloof (Rheinschlucht of Ruinaulta) stroomt met wanden tot 400 meter hoog. 
Langs de gehele rivier, inclusief de Rijnkloof, loopt een spoorlijn.
Omdat de Voor-Rijn iets langer is dan de Achter-Rijn, wordt de totale lengte van de Rijn vanaf de bron van de Voor-Rijn gemeten.
Aanvankelijk maakte de Voor-Rijn deel uit van het afwateringsgebied van de Donau, maar tijdens het Holsteinien werd deze gekaapt door de Rijn.

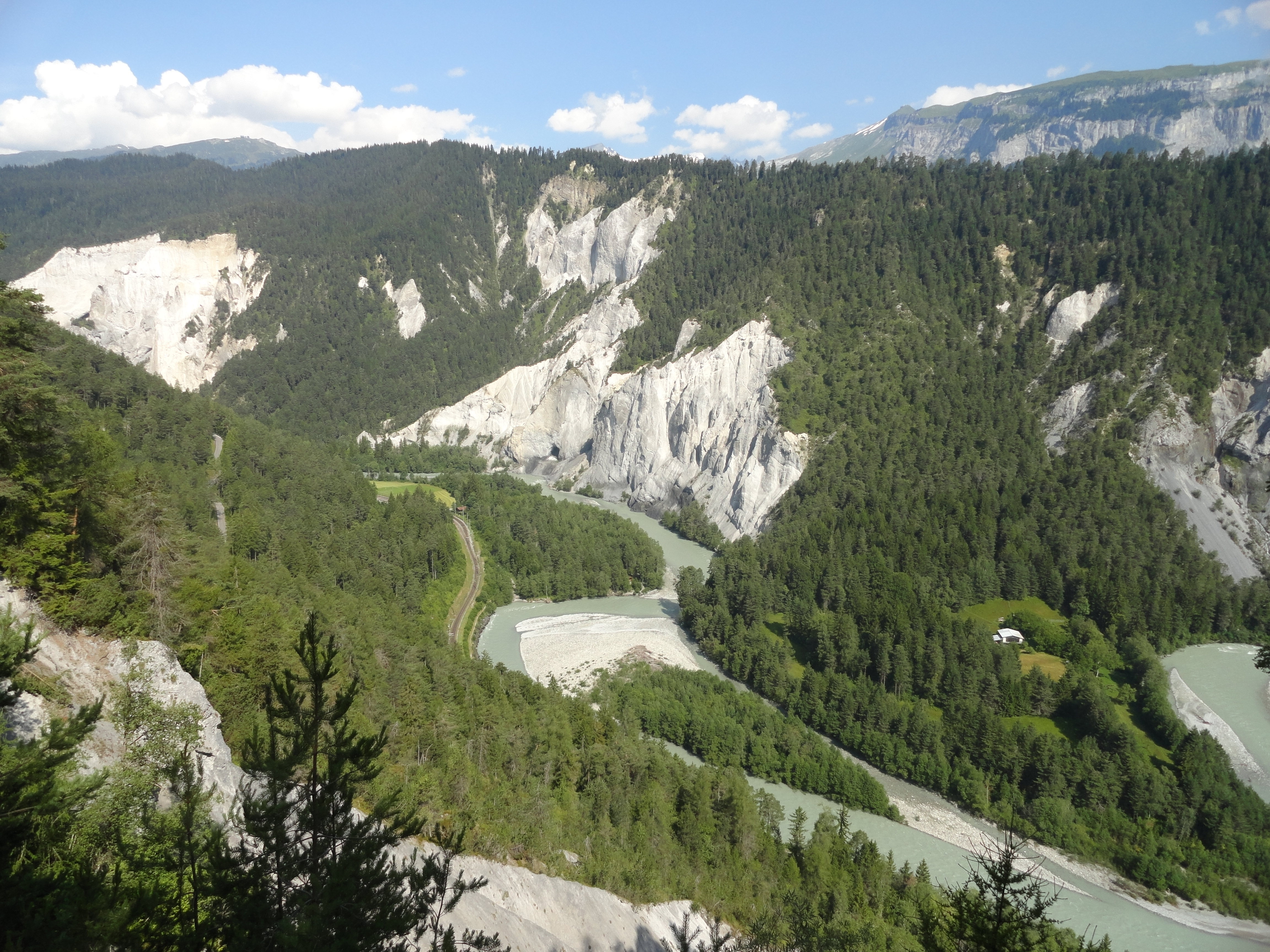
De Rijnkloof. In het dal ligt een spoorlijn van de Rhätische Bahn.